# Guillaume II (empereur allemand)
Pour les articles homonymes, voir Guillaume de Prusse (homonymie) et Guillaume II.
Guillaume II (en allemand : Friedrich Wilhelm Viktor Albrecht, en français : Frédéric Guillaume Victor Albert), né le 27 janvier 1859 à Berlin et mort le 4 juin 1941 à Doorn, aux Pays-Bas, est le troisième et dernier empereur allemand (Deutscher Kaiser) ainsi que le neuvième roi de Prusse, du 15 juin 1888 à son abdication le 9 novembre 1918. Membre de la maison de Hohenzollern, il est le petit-fils de Guillaume Ier (premier empereur allemand) et le fils de Frédéric III, qui ne régna que 99 jours et à qui il succéda.
Sa réputation a souffert des critiques des élites allemandes sous son règne, de la propagande étrangère avant et pendant la Première Guerre mondiale, ainsi que de la remise en cause de l'identité allemande depuis 1945. Les historiens décrivent un homme « intelligent, cultivé et ouvert », mais parfois indécis et prêt à s'emballer pour revenir en arrière peu de temps après, défaut utilisé contre lui par la diplomatie européenne.

## Biographie

### Enfance et caractère
Né le 27 janvier 1859, il est l'aîné des huit enfants de Frédéric III, alors Kronprinz de Prusse, et de Victoria, fille aînée de la reine Victoria du Royaume-Uni et du prince consort Albert de Saxe-Cobourg-Gotha. Ses prénoms ont été donnés en hommage à son grand-oncle Frédéric-Guillaume IV, régnant lors de sa naissance, et à ses grands-parents maternels. Guillaume connaît une enfance très rude comparable à celle de Frédéric II. À la suite d'une naissance difficile (dystocie des épaules), il souffre d'une atrophie du bras gauche. Ce handicap cause chez le jeune prince un mal‑être très fort mais surtout des soucis d'équilibre, en particulier lorsqu'il monte à cheval, exercice pourtant obligatoire au sein de cette noblesse prussienne. Il est également atteint d'une lésion à l'oreille interne gauche, ce qui aggrave son humeur. Il subit également des opérations douloureuses, dont l'une a pour but de tenter de lui allonger son bras atrophié, plus petit que l'autre.
Son père, qui professe des opinions libérales et respectueuses des droits de l'homme, est soumis aux brimades du chancelier Otto von Bismarck, qui le dessert auprès de l'empereur et cherche à influencer le jeune Guillaume. Cantonné dans une semi-disgrâce et dans une certaine inactivité, il est tenu à l'écart des zones de pouvoir. Frédéric-Guillaume III se replie sur sa vie familiale. Impatient de monter sur le trône, il éprouve de la mélancolie et de la colère vis-à-vis de la longévité de son père, l'empereur Guillaume Ier. Il transfère cette colère sur son fils Guillaume, qu'il humilie ou ignore totalement, comme l'atteste Alfred von Waldersee, proche de la famille impériale. Loin d'être un facteur d'apaisement, la Kronprinzessin épouse totalement les valeurs de son mari, qui l'adore. Lors d'une visite à Vienne, en présence des membres de la haute noblesse autrichienne, elle vante les mérites du Kronprinz autrichien, « plein d'esprit et si élégant », tout en le comparant à son fils Guillaume « si gauche et si grossier ».
Son handicap l'empêchant de compléter son éducation qui passe par l'école militaire, comme le veut la tradition prussienne, sa mère décide de l'envoyer dans un établissement de Cassel, où le jeune Guillaume partage les mêmes bancs que des enfants de la bourgeoisie. Ses parents, qui se voulaient plutôt libéraux en comparaison de l'austérité de Guillaume Ier, souhaitent donner une éducation allant dans ce même sens à Guillaume. Nonobstant les valeurs et les exigences de ses parents, le prince, très au fait de ses devoirs impériaux, se révèle un adolescent nerveux et vaniteux. Il fait montre d'un caractère très curieux, très intéressé par les sciences et techniques, la religion ou encore l'histoire. Il a le goût de l'archéologie et des voyages, passant un temps considérable à se rendre à l'étranger ou sur les mers.
La jeunesse de Guillaume est ainsi marquée par une lutte incessante contre son infirmité mais aussi entre ses deux cultures prussienne et anglaise. Il aurait pu sortir vainqueur de ses conflits intérieurs par son intelligence, mais la tradition prussienne marqua profondément sa personnalité, l'amenant à valoriser la vertu de force et à radicaliser ses opinions, prémices de sa personnalité instable.

### Règne avant la Grande Guerre (1888-1914)

#### Avènement au trône impérial

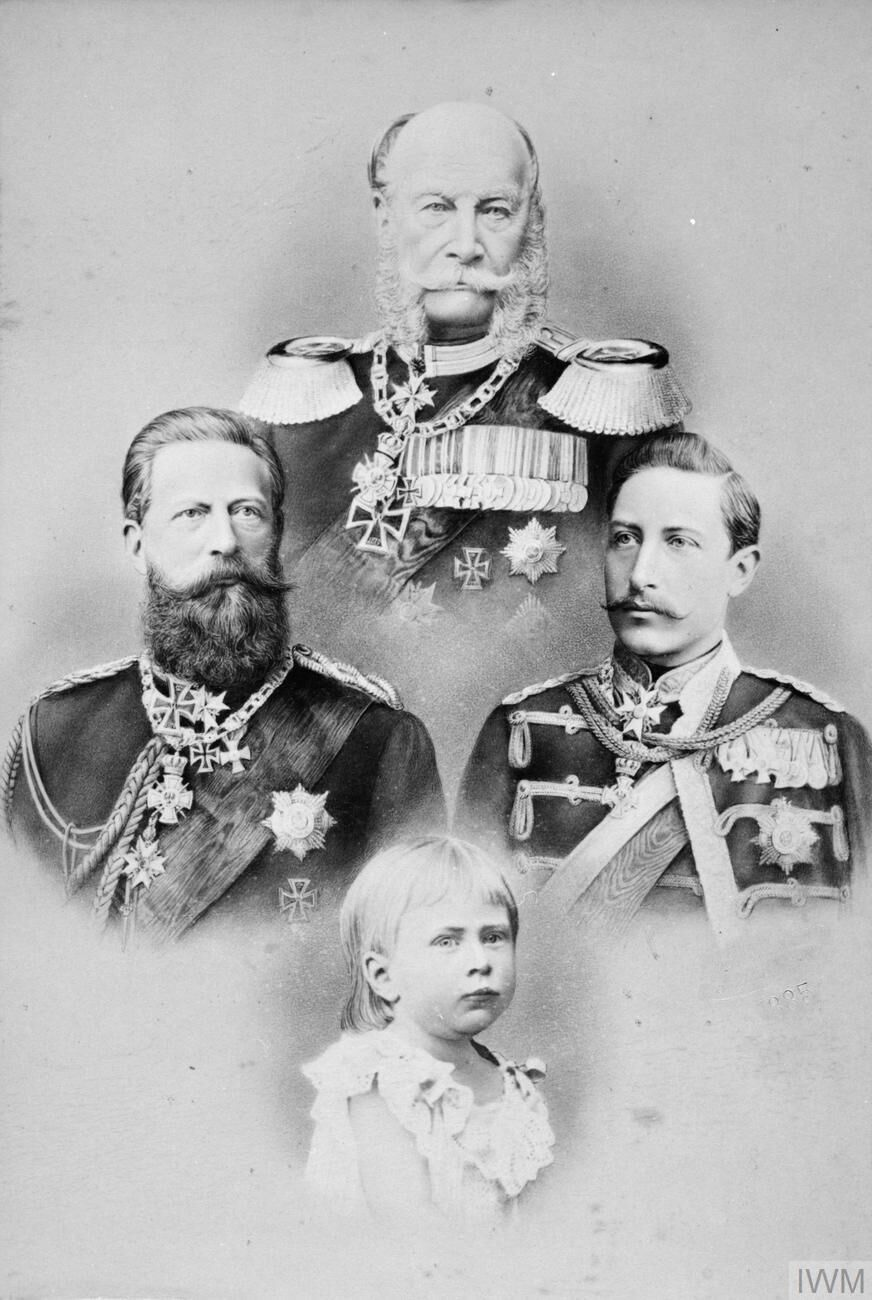
Quatre générations d'empereurs : le Kaiser Guillaume Ier (empereur allemand), le Kronprinz Frédéric-Guillaume, les princes Guillaume et Frédéric-Guillaume (1885).

Guillaume devint souverain de l'Empire allemand en juin 1888 (« l'année des trois empereurs ») après le très court règne de son père, le libéral Frédéric III, qui a lui-même succédé à son père Guillaume Ier, décédé en mars de la même année.
Le règne de Guillaume II débuta dans un climat contrasté. D'un côté, la population est satisfaite de voir un souverain jeune et en pleine forme accéder au trône, contrairement à ses prédécesseurs. D'un autre côté, le climat social est très agité, sur fond de grèves, en particulier des mineurs. Le jeune souverain prend le contre-pied des lois antisociales du chancelier Bismarck et finira rapidement par s'en séparer : Guillaume II applique une mesure d'avant-garde, la réduction à 8 heures de la journée de travail dans les mines, mesure sociale qu'il essaie de faire partager par les pays européens, pour ne pas pénaliser l'industrie allemande. En 1890, il organise à cet effet une Conférence internationale à Berlin, qui se révèle un échec.
Son règne fut également marqué par un changement total de la politique traditionnelle prussienne, un militarisme et un autoritarisme exacerbés. Désirant donner à l'Allemagne une envergure internationale, il troqua la Realpolitik de Bismarck contre la Weltpolitik expansionniste et colonialiste, s'employa à développer une marine de guerre tandis que son règne tint de plus en plus du régime personnel. Il est en cela en accord avec une opinion publique demandant une politique étrangère plus active et la montée en puissance des groupes nationalistes comme la Ligue pangermaniste.
Cependant, son entourage se montre circonspect sur le caractère du souverain. Ainsi, la baronne Hildegard von Spitzemberg écrit dans son journal que le caractère de l'empereur « inquiète beaucoup » au sein des cercles gouvernementaux, car celui-ci garde obstinément l'impulsivité de sa jeunesse et a du mal à acquérir la maturité d'un chef d'État. Les critiques contre le caractère agité de l'empereur, d'abord limitées à la presse satirique, commencent à se diffuser au sein des autres journaux, ce qui entraîne l'ajout d'un crime de lèse-majesté spécifique dans le code pénal allemand.

#### Politique économique
D'un point de vue économique, l'historienne Francine Dominique Liechtenhan rappelle que le règne de Guillaume II se conjugua avec un développement important de l'industrie allemande. Un progrès scolaire et universitaire hors du commun participe à l'évolution du pays vers un État-nation. Une vieille tradition associant école et apprentissage crée des travailleurs qualifiés. L'université sait s'adapter aux nouvelles demandes de la modernisation du pays : physique, chimie, électronique, pharmacie… La Kaiser-Willhelm-Gesellschaft encourage la recherche. Des entreprises comme Siemens, Bayer ou AEG acquièrent vite une renommée internationale. Guillaume II inaugure également un nouveau type de grande école technologique prodiguant un enseignement plus pratique. L'empereur observe avec enthousiasme l'évolution de la recherche. Il aime inviter les chercheurs, économistes, techniciens mais aussi les hommes d'affaires. En ce sens, il se situe aux antipodes de l'empereur François-Joseph d'Autriche figé dans son immobilisme et de Nicolas II de Russie, frileux envers cet univers de progrès. Le règne de Guillaume II apporte une nette augmentation du niveau de vie.

#### Politique étrangère
Bien que connu pour sa passion pour les parades militaires et les uniformes, Guillaume n'est pas, comme on l'a dépeint par la suite, un va-t'en guerre irréfléchi. On le voit notamment lors de la crise d'Agadir en 1911, où en proie aux attaques de la presse nationaliste qui le traite de « Guillaume le timide, le valeureux poltron », il choisit une solution négociée au conflit. Il joue également un rôle modérateur dans les guerres balkaniques de 1912-1913, conseillant à son allié autrichien de ne pas intervenir, car il redoute un conflit austro-russe dans les Balkans, mais lui-même est influencé de longue date par des personnes qui promeuvent une guerre de l'Allemagne contre la Russie, dont Alfred von Waldersee. Il encourage également l'Autriche-Hongrie à améliorer ses relations avec la Serbie.

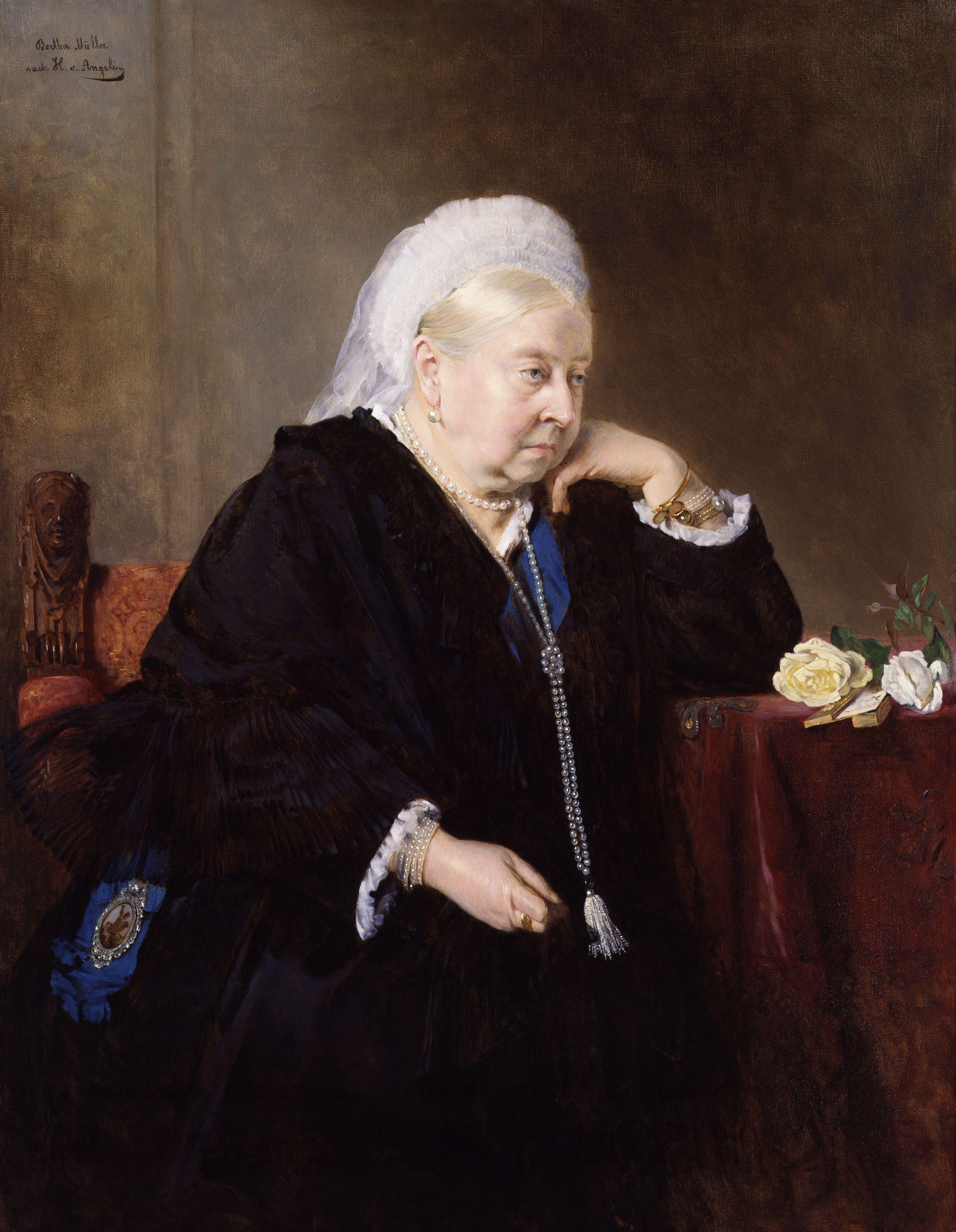
Victoria, reine du Royaume-Uni, impératrice des Indes, grand-mère du Kaiser et de la tsarine, appelait son petit-fils prussien « William ».

Dès 1890, il renvoya le chancelier Otto von Bismarck et ne renouvela pas le pacte germano-russe d'assistance mutuelle. Sa politique étrangère agressive (armement maritime selon le plan Tirpitz, volonté d'expansion allemande) le mit en confrontation notamment avec le Royaume-Uni, avec lequel, du fait de ses relations familiales, il eut des rapports complexes, et l'isola sur le plan diplomatique.

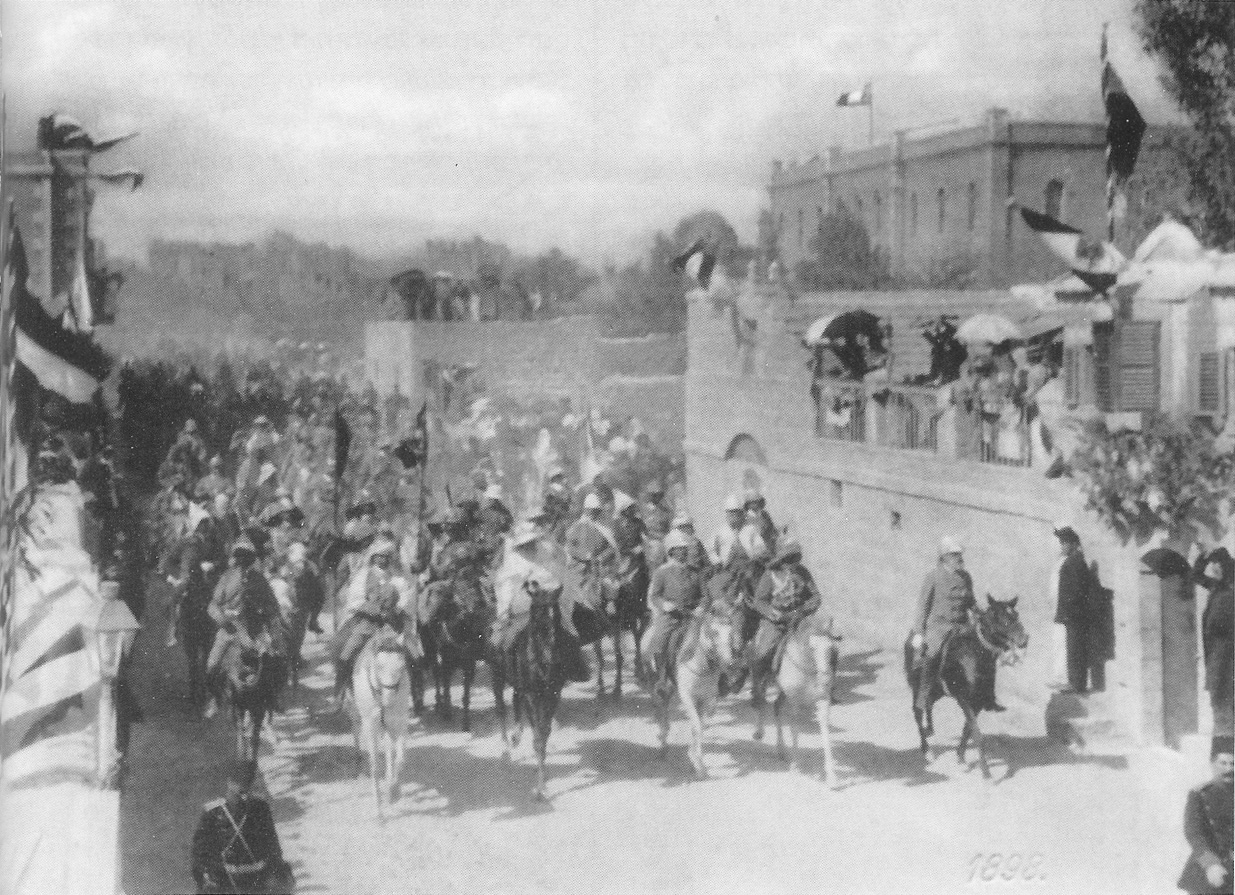
Le Kaiser en blanc sur cheval noir, entrant à Jérusalem, en 1898.

Lors de sa visite à Jérusalem en 1898, la ville est nettoyée et réaménagée, et on abat même une partie de la muraille centenaire à la porte de Jaffa afin de faciliter le passage de la délégation allemande ; l'empereur entra par la Nouvelle Porte qu'il tenait à franchir à cheval,,. Il y rencontrera notamment Theodor Herzl, le fondateur du sionisme, venu lui demander son soutien pour l'établissement d'un Foyer juif en Palestine, à l'époque sous administration ottomane,.
Il tenta vainement d'influencer la politique orientale du tsar Nicolas II de Russie et lui offrit notamment un tableau peint par Hermann Knackfuss représentant l'Europe devant défendre ses valeurs en Chine.
Lors de la révolte des Boxers, il met en place une réponse très violente et envoie des troupes allemandes en Chine, auxquelles il déclare qu'« aucun pardon ne sera accordé, aucun prisonnier ne sera fait, de sorte que pendant 1 000 ans aucun Chinois n'osera même regarder un Allemand de travers». L'armée allemande se livrera en Chine à une véritable opération de vengeance, consistant en des destructions de villages, viols et pillages à grande échelle.
Les relations avec la France étaient marquées par le revanchisme de cette dernière et la concurrence en matière étrangère et coloniale. L'affaire Schnæbelé date de l'année précédant son avènement, et d'autres crises suivront : crise de Tanger en 1905, coup d'Agadir en 1911.
Après Bismarck se succédèrent, au poste de chancelier, Leo von Caprivi (de 1890 à 1894), le prince Chlodwig zu Hohenlohe-Schillingsfürst (de 1894 à 1900), le prince Bernhard von Bülow de (1900 à 1909), Theobald von Bethmann Hollweg (de 1909 à 1917), Georg Michaelis puis le comte Georg von Hertling, enfin en octobre 1918 le prince Maximilien de Bade.

### Première Guerre mondiale (1914-1918)

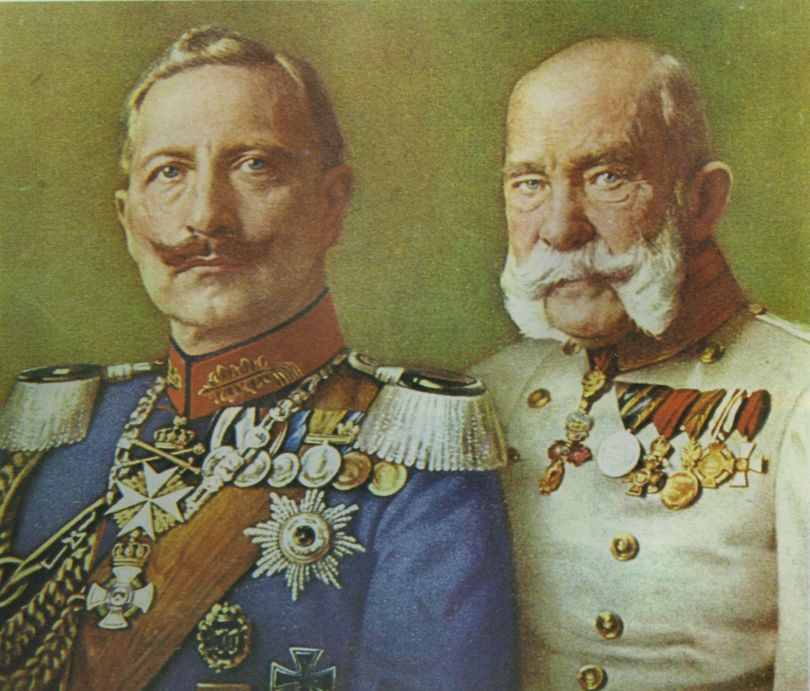
et son allié l'empereur François-Joseph d'Autriche.

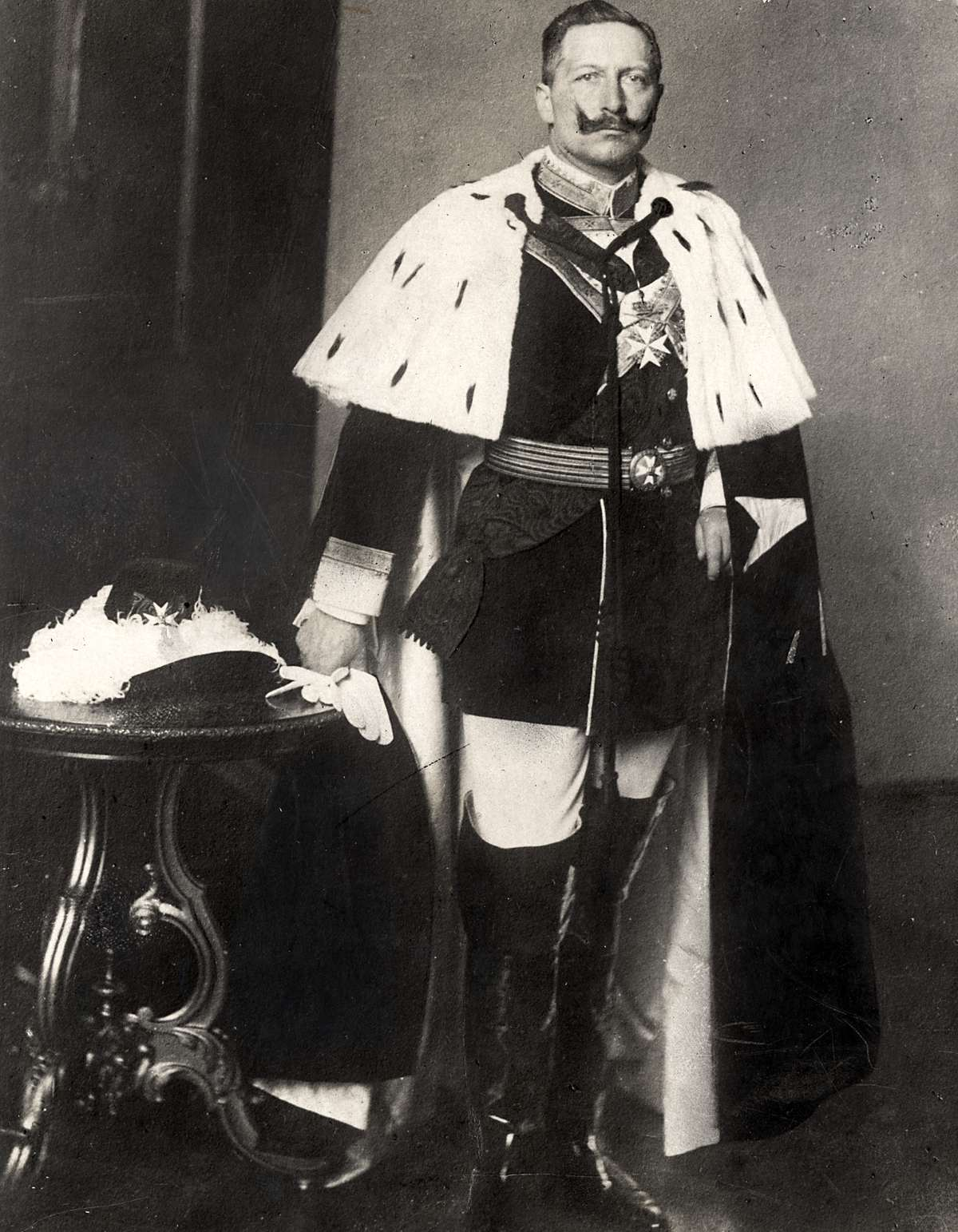
Le Kaiser en costume impérial.

Dans les mois qui précèdent le conflit, Guillaume II est loin d'encourager une solution militaire — c'est du moins ce qu'il veut faire croire à la Triple-Entente et au reste du monde — mais il œuvre en fait pour tout le contraire, usant de désinformation et poussant l'Autriche à attaquer la Serbie, à la suite de l'attentat de Sarajevo. En mars 1914, l'ambassadeur allemand à Vienne précise que deux personnes sont contre un conflit avec la Russie : l'empereur Guillaume II et l'archiduc-héritier François-Ferdinand. Après l'attentat de Sarajevo, même s'il assure l'Autriche-Hongrie de son soutien inconditionnel, Guillaume II espère que l'ultimatum autrichien à la Serbie permettra de trouver une solution diplomatique. Pendant tout le mois de juillet, il communique avec son cousin Nicolas II, affirmant que la paix repose dans les mains de celui-ci.
Le 31 juillet, après des hésitations, le commandement militaire en la personne du général von Falkenhayn lui arrache « l'état de danger de guerre ».
Pendant la guerre, Guillaume II était commandant en chef des armées, mais il perdit bientôt l'autorité réelle et sa popularité en fut diminuée.

#### Abdication (1918)

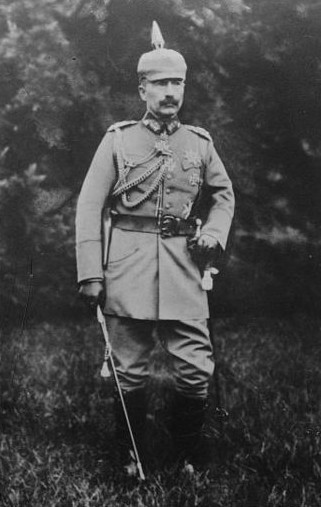
Le Kaiser en 1918.

La mutinerie qui éclata dans la marine allemande précipita la fin de la monarchie. Les mutineries de l'automne 1918 et l’instauration de conseils ouvriers (Arbeiter und Soldatenräte) dans toutes les grandes villes de l'empire font craindre une révolution. À ce titre, Guillaume II est perçu par la population allemande comme le principal obstacle à la paix.
Le 9 novembre 1918, alors qu'il réside au château de la Fraineuse, à Spa, Hindenburg rend visite à Guillaume II et le prie d'abdiquer immédiatement pour arrêter la contagion révolutionnaire et sauver le pays. Guillaume II refuse, croyant à tort être en mesure de mater les mutineries. Le chancelier Max de Bade précipite les événements en annonçant de façon unilatérale vers midi, dans un communiqué, que Guillaume II a abdiqué.
Après des discussions tendues, ce dernier signe finalement le traité d'abdication, contre son gré, vers deux heures de l'après-midi.
Les autres souverains allemands, qui avaient dû le suivre dans sa démarche autoritaire et militariste, ne purent pas non plus sauver leurs dynasties séculaires.
Craignant de subir le même sort tragique que son cousin le tsar de Russie et ne pouvant sans risque pour sa vie regagner Berlin, il se réfugia aux Pays-Bas, État neutre, et s'installa à Doorn sous la protection de la reine Wilhelmine, tante par alliance de sa belle-fille la Kronprinzessin Cécile qui était restée à Berlin avec ses enfants auprès de la Kaiserin. Il fait suivre dans son exil une soixantaine de wagons remplis de biens personnels et d’œuvres d’art. L'ex-empereur ne sera pas livré aux vainqueurs qui voulaient le juger comme responsable de la guerre : le gouvernement néerlandais refuse la demande d'extradition le 23 janvier 1920. De même, la reine des Pays-Bas accueillera sur son sol les principaux sujets belges germanophiles de 1914-1918, dont les plus notoires étaient condamnés à mort par contumace.

#### Responsabilité personnelle dans le déclenchement du conflit
À l'issue de la guerre, il est désigné par les puissances alliées comme le principal responsable du conflit et l'article 227 du traité de Versailles (1919) l'accuse personnellement d'« offense suprême contre la morale internationale et l'autorité sacrée des traités ». Le Premier ministre britannique David Lloyd George est encore plus expéditif et réclame de pendre l'empereur, rejoignant l'opinion exprimée par plusieurs titres de presse.
Depuis cette époque, la question de la responsabilité de l'Allemagne et de Guillaume II dans le déclenchement de la Première Guerre mondiale a provoqué des polémiques qui ont dépassé le seul cercle des historiens. Ces polémiques sont renouvelées par la thèse de Fritz Fischer dans Les Buts de guerre de l'Allemagne impériale qui suggère un calcul politique de grande ampleur. Selon lui, l'Empire allemand aurait visé à l'hégémonie en Europe plusieurs années avant la guerre ; dernier venu sur la scène coloniale, il aurait aspiré à la domination mondiale par une victoire totale sur les autres puissances européennes. La guerre aurait été décidée par l'Allemagne avant même décembre 1912.

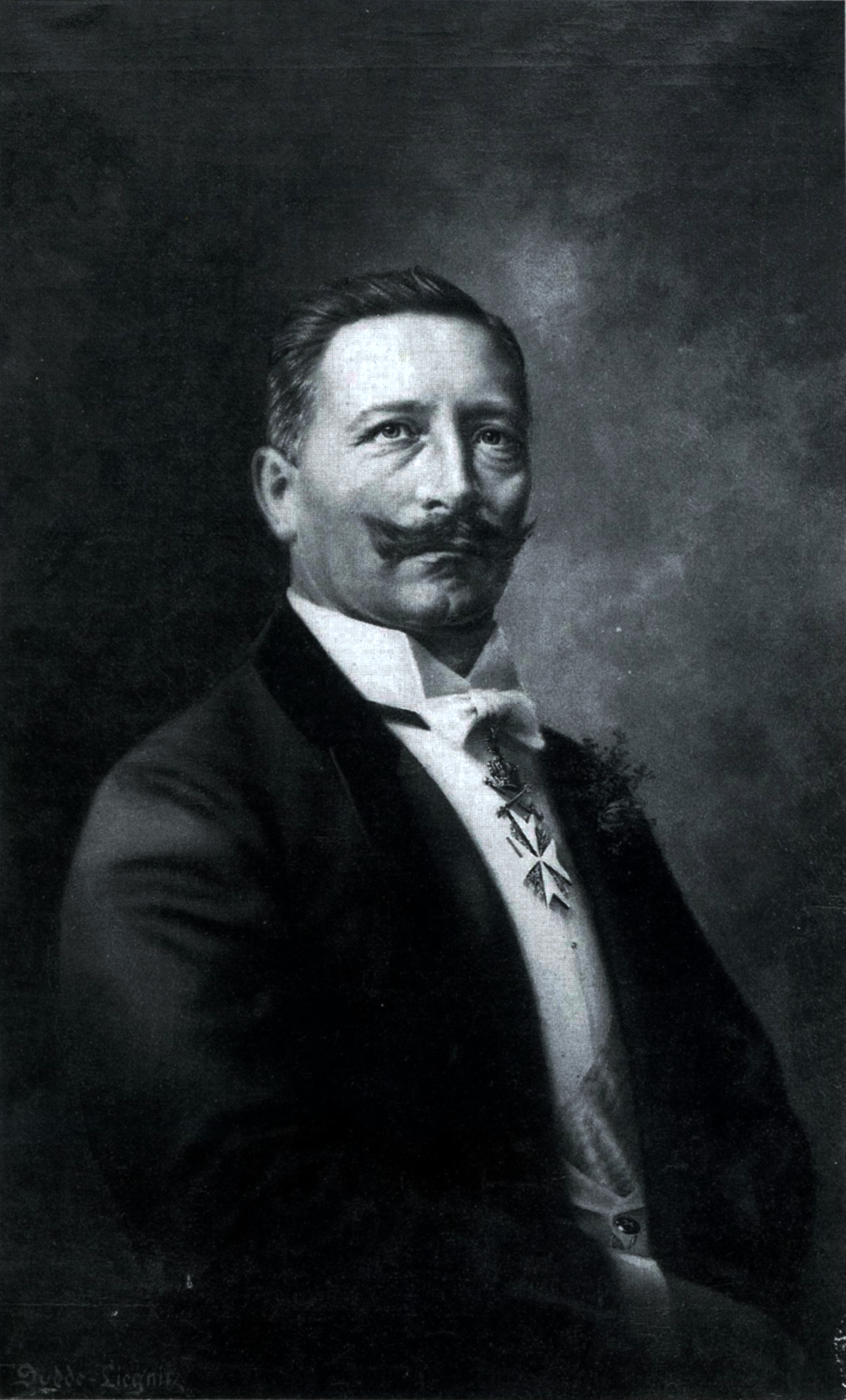
Le Kaiser en 1910.

La thèse de Fischer a fait l'objet de nombreuses critiques et les biographies ultérieures sont beaucoup plus mesurées quant au rôle joué par Guillaume II dans le déclenchement du conflit. Elles estiment qu'on ne peut affirmer que Guillaume II a provoqué la Première Guerre mondiale, même s'il ne fit pas grand-chose pour l'éviter. Ainsi, pour Henry Bogdan, « si Guillaume II pressé par les militaires de son entourage leur a cédé, sa responsabilité personnelle est des plus limitées ».

### Exil et Seconde Guerre mondiale (1919-1941)
Son exil est endeuillé par le suicide de son fils Joachim, suivi de la mort de l’impératrice en 1921. Il se remarie l'année suivante avec la princesse Hermine Reuss zu Greiz, et écrit ses mémoires. Parallèlement, le capitaine Sigurd von Ilsemann devient son aide de camp.
Guillaume II demandait dès le 28 novembre 1918 aux autorités républicaines la restitution de ses biens propres et de ceux de sa famille, l’argenterie familiale notamment, conformément à la loi d'expropriation des princes allemands contre dédommagements financiers. La fortune personnelle du Kaiser s'élevait à 400 millions de marks. À réception de ce courrier, le nouveau gouvernement fait parvenir à l’empereur déchu, outre son argenterie, la somme de 40 millions de marks. Au cours des mois suivants, le gouvernement du Reich effectue d’autres versements et, six ans après l’effondrement de l’Empire, le régime de Weimar commence à lui verser une rente mensuelle de 50 000 marks. Lui sont également rendus 97 000 hectares de terres et une douzaine de châteaux. Les fils de l’empereur et son frère, le prince Henri, reçoivent de même des pensions dont le montant a été négocié par les représentants de la maison impériale et le nouvel État allemand. L'ancien empereur reçoit aussi du gouvernement de l'État de Prusse un dédommagement de 15 millions de marks. Cet arrangement a scandalisé l’opinion publique allemande, qui le jugeait responsable de la Première Guerre mondiale.
Il déclare que, pendant quelque temps, il a eu des sympathies nazies, mais s'en est écarté par la suite, du fait notamment des purges sanglantes au sein du régime.
Il accorde une entrevue au sujet d'Adolf Hitler en 1938 à un journaliste de Voilà, W. Burkhardt, qui permet de comprendre son point de vue relativement aux événements qui se déroulent en Allemagne. Il reproche à Hitler d'être « un homme seul, sans famille, sans enfant, sans Dieu ». « Il prépare des légions, mais il ne fait pas une nation », et oppose la tradition à l'« État vorace » qui se « substitue à tout ». Il dit aussi : « J’ai cru pendant quelques mois au national-socialisme : je pensais qu’il était une fièvre nécessaire, et je voyais y participer certains hommes qui sont parmi les plus remarquables et les plus sages d’Allemagne. Mais ceux-là, un à un, il les écarte ou les exécute : Papen, Schleicher, Neurath… Et même Blomberg. Il ne reste maintenant que des aventuriers en chemise. ».
Il condamne, malgré ses convictions antisémites, les lois anti-juives. Deux mois plus tard, lors de la nuit de Cristal en novembre 1938, il aurait dit d'après Christopher Clark : « pour la première fois, j'ai honte d’être Allemand ». Ses positions font l'objet d'une controverse avec d'autres historiens spécialisés tel que Stephan Malinowski, pour qui l'empereur a « continûment contribué à la prise de pouvoir des nazis et à la consolidation de leur pouvoir »[réf. nécessaire].
Il n'approuve ni l'invasion de la Pologne, ni l'invasion des autres pays européens dont les Pays-Bas, son hôte. Mais lorsque la France, reconnaissant sa défaite, sollicite l'armistice, il envoie un télégramme de félicitations à Adolf Hitler. Certains de ses fils sont mobilisés sous Hitler et deux d'entre eux, le Kronprinz et Auguste-Guillaume, deviennent membres du parti nazi.

### Mort et funérailles

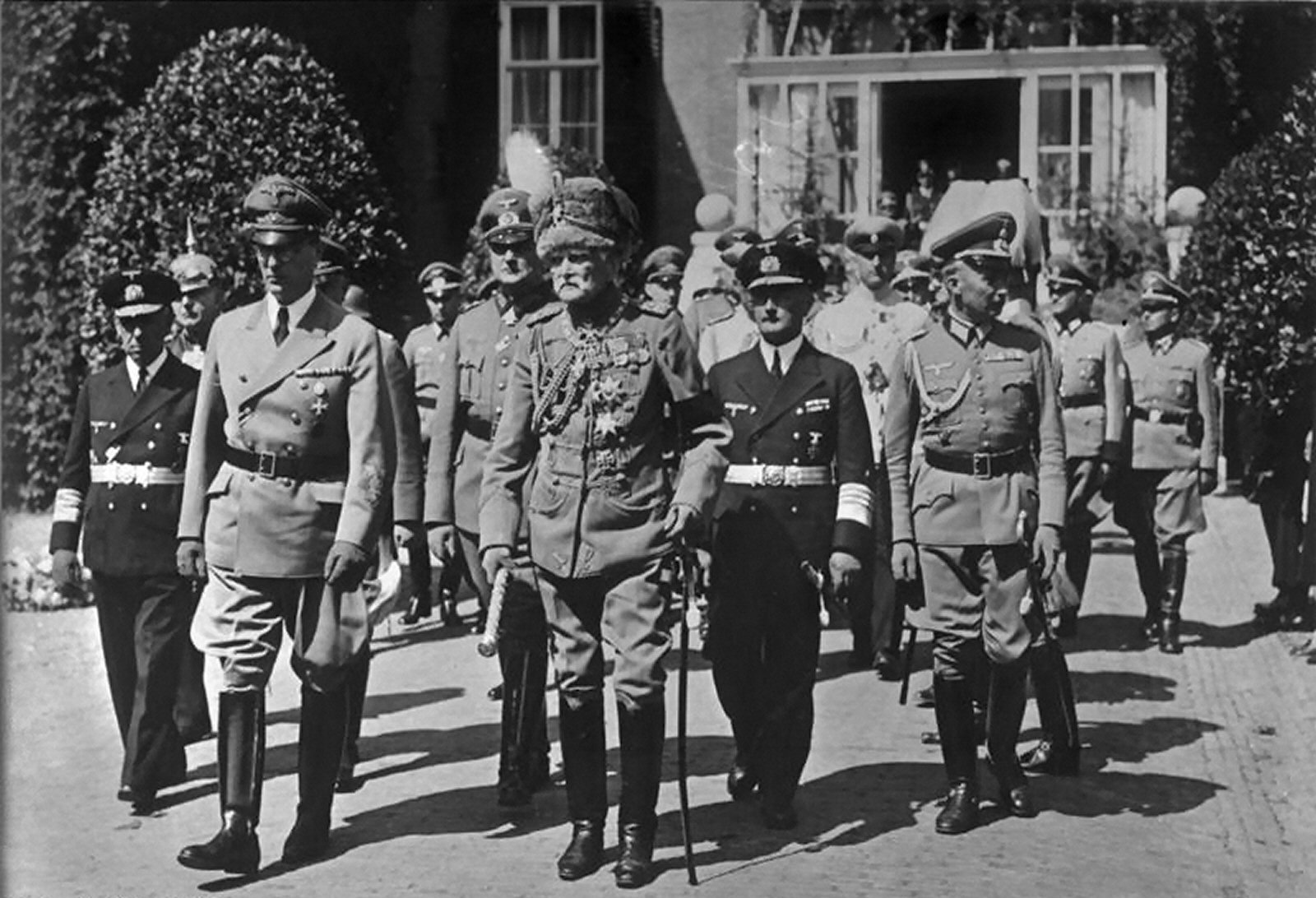
Hauts représentants de la Wehrmacht à l'enterrement de l'ex-empereur aux Pays-Bas.

Il meurt à 82 ans aux Pays-Bas, le 4 juin 1941, trois semaines (18 jours) avant l'attaque allemande sur l'Union soviétique, et reçoit à ses funérailles les honneurs militaires allemands. Il avait demandé que des symboles nazis ne soient pas portés lors de ses funérailles, ce qui n'est pas respecté.
Son corps repose à Doorn, devenu un lieu de pèlerinage pour les monarchistes. Sa deuxième épouse, faite prisonnière par les Soviétiques, meurt d'insuffisance cardiaque en 1947, à 59 ans.

## Famille

### Ascendance
Guillaume II appartenait à la première branche de la maison de Hohenzollern. Cette lignée donna des princes-électeurs, des rois, des empereurs au Saint-Empire romain germanique, à la Prusse et à l'Allemagne. Guillaume II d'Allemagne est l'ascendant de l'actuel chef de la maison impériale d'Allemagne, le prince Georges-Frédéric de Prusse.
En 1901, il exclut de la maison de Hohenzollern sa tante Anne de Prusse, landgravine douairière de Hesse-Cassel parce qu'elle s'était convertie au catholicisme.

### Descendance

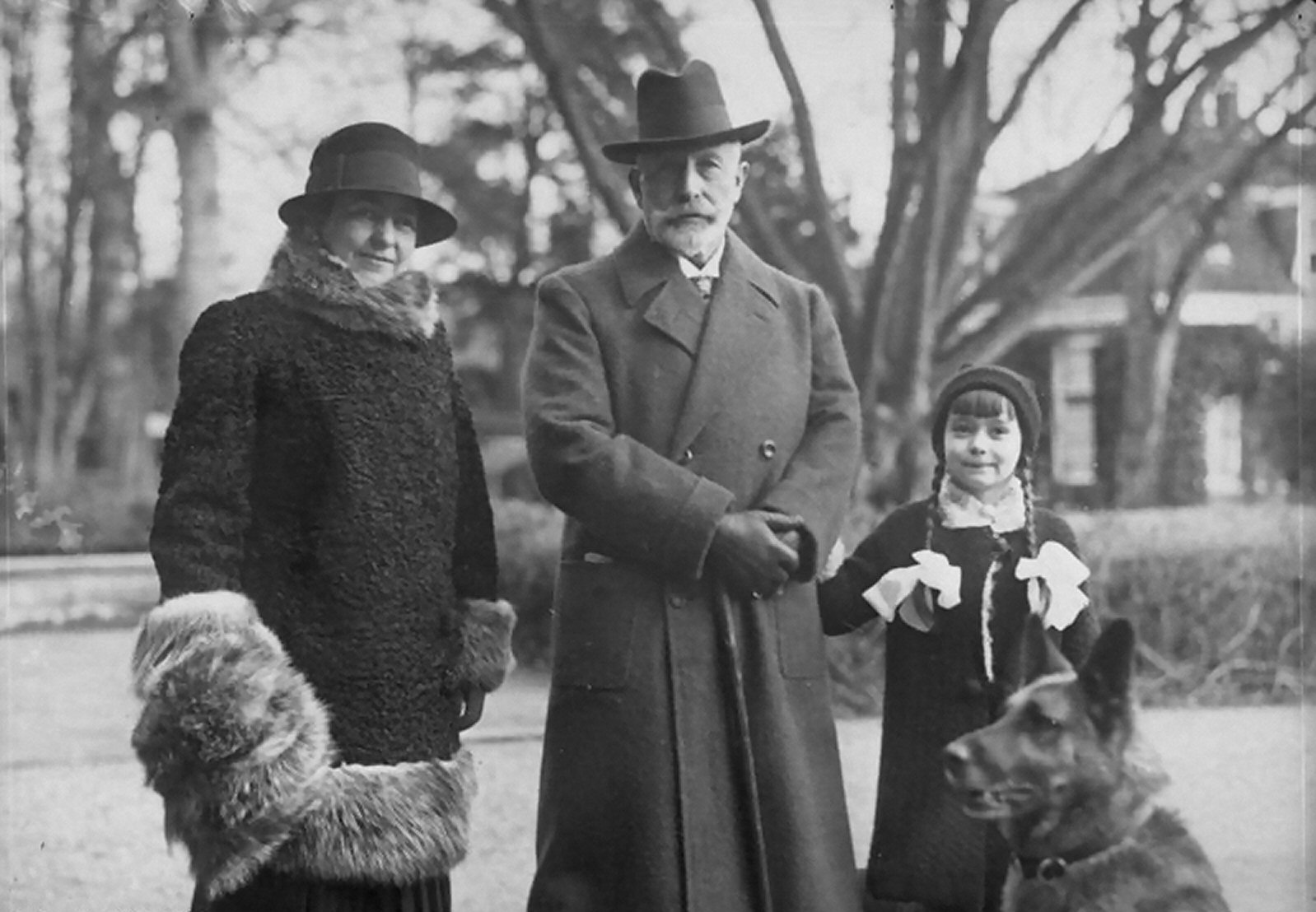
, sa seconde épouse Hermine, et Henriette, la fille de cette dernière, issue de son premier mariage, à Doorn en 1932.

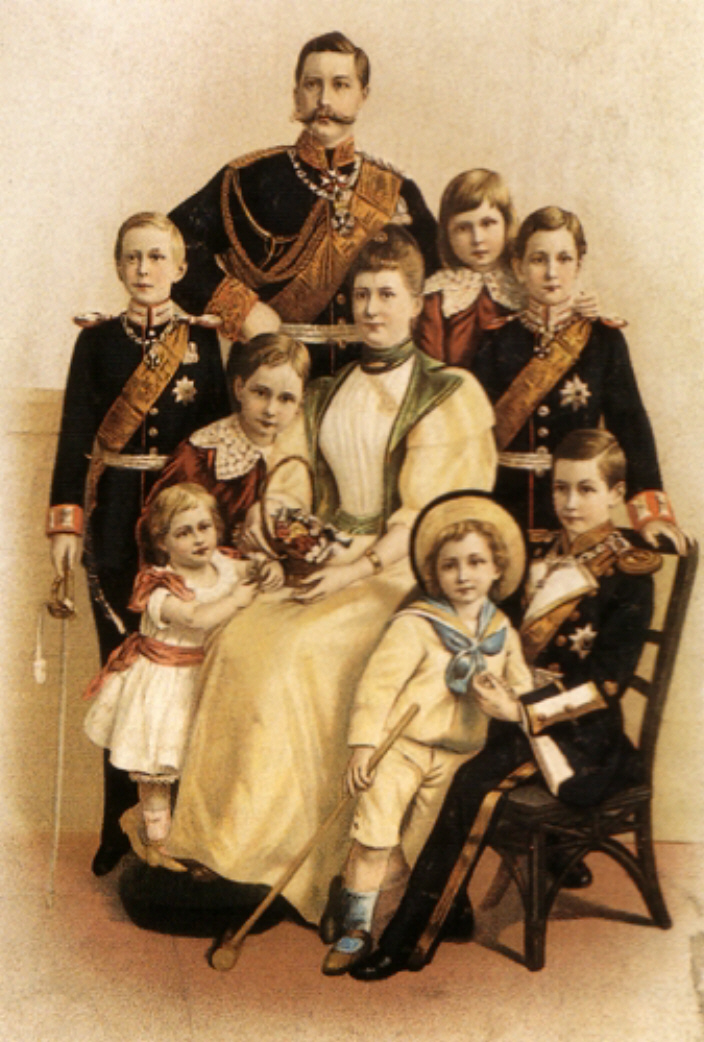
Le Kaiser, la Kaiserin Augusta-Victoria et leurs enfants.

Après avoir fait des études au Gymnasium de Cassel et à l'université de Bonn, il renonce à convoler avec sa cousine Élisabeth de Hesse-Darmstadt et épouse le 27 février 1881 la princesse Augusta-Victoria de Schleswig-Holstein-Sonderbourg-Augustenbourg dite Donna (née le 22 octobre 1858, morte le 11 avril 1921), fille de Frédéric Auguste de Schleswig-Holstein-Sonderbourg-Augustenbourg, puis, devenu veuf, la princesse Hermine Reuss zu Greiz, veuve du prince de Schönaich-Carolath.
De son premier mariage, il a sept enfants :
- Guillaume (1882-1951) qui épouse en 1905 Cécile de Mecklembourg-Schwerin (1886-1954),
- Eitel-Frédéric (1883-1942) qui épouse en 1906 Sophie-Charlotte d'Oldenbourg (1879-1964) et divorce en 1926,
- Adalbert (1884-1948) qui épouse en 1914 Adélaïde de Saxe-Meiningen (1891-1971),
- Auguste-Guillaume (1887-1949) dit « Auwi », qui épouse en 1908 Alexandra-Victoria de Schleswig-Holstein-Sonderbourg-Glücksbourg (1887-1957) et divorce en 1920,
- Oscar (1888-1958) qui épouse en 1914 Ina-Maria von Bassewitz (1888-1973),
- Joachim (1890-1920) qui épouse en 1916 Marie-Auguste d'Anhalt (1898-1983),
- Victoria-Louise (1892-1980) qui épouse en 1913 Ernest-Auguste de Brunswick (1887-1953), grand-mère de Sophie de Grèce (1938).

## Personnalité
Il fréquentait beaucoup les jeunes officiers du « cercle de Liebenberg », tous issus de la haute noblesse prussienne, nationaliste et ultra-conservatrice. Le prince Alexandre de Hohenlohe-Schillingsfürst parle d'une homosexualité latente de l'empereur et beaucoup de ses intimes auraient été homosexuels. Ces suppositions non confirmées n'empêchent pas l'empereur d'apprécier se ressourcer avec ce cercle de proches amis. Il se lia notamment d'une profonde amitié avec le prince Philipp zu Eulenburg, surnommé Phili. Le prince zu Eulenburg avait une grande influence sur l'empereur, au point qu'il put faire nommer un membre du cercle de Liebenberg, Bernhard von Bülow, brillant chancelier d'Empire et ministre-président de Prusse en 1900. Cette amitié fut brisée lorsque ce dernier fut ouvertement compromis par un scandale et un procès (affaire Harden-Eulenburg) (1906-1909). Bernhard von Bülow dut démissionner et l'empereur cessa toute relation avec le prince zu Eulenburg.

### Infirmité et psychologie

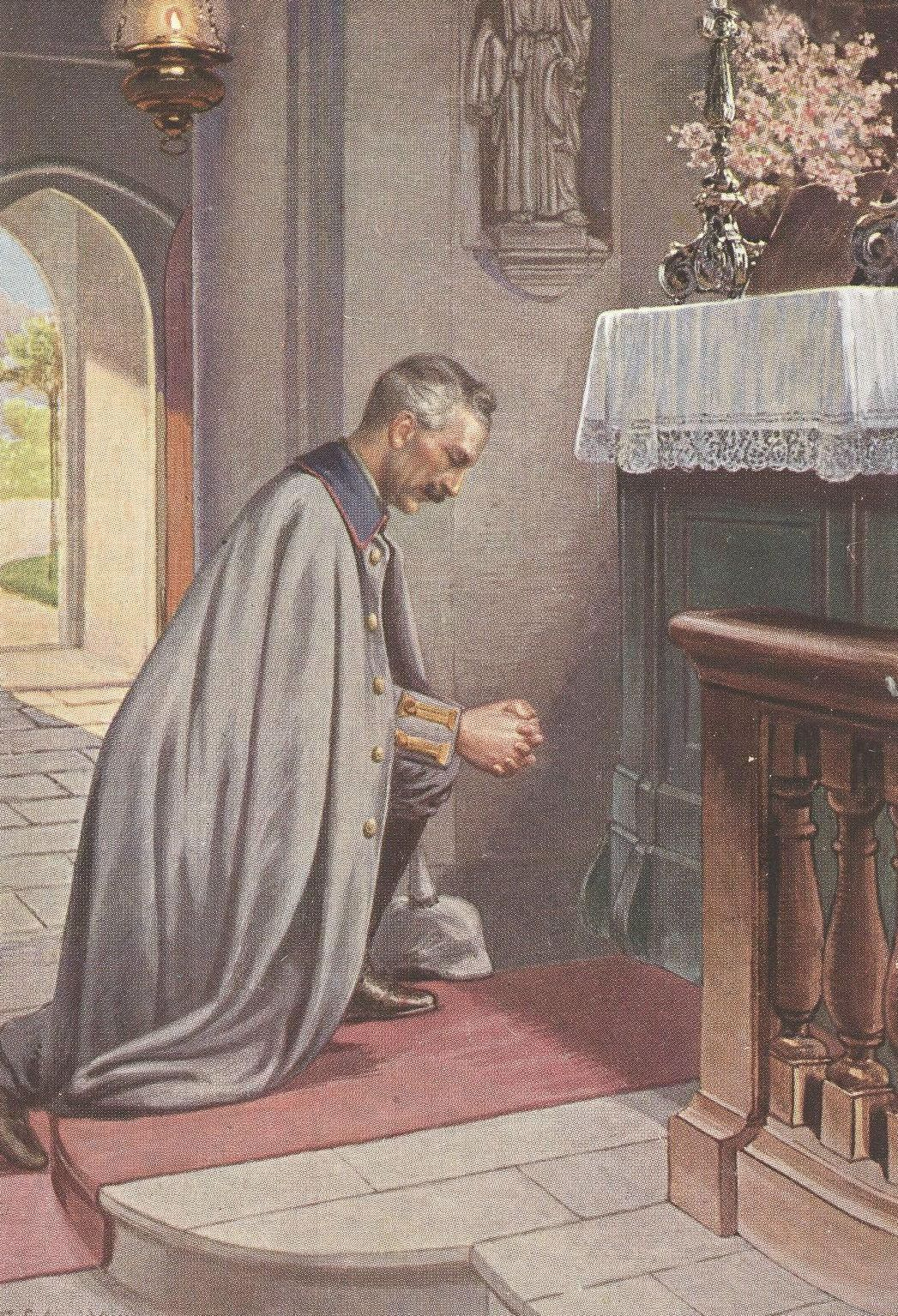
en prière.

Atteint d'une paralysie du plexus brachial consécutive à une naissance difficile qui met en danger sa jeune mère alors âgée de 18 ans, Guillaume présente une atrophie partielle du bras gauche. Cette paralysie (atrophie de l'épaule gauche nette sur les photos à quinze ans) le gêne dans ses fonctions de représentation et notamment, l'empêche de monter seul à cheval, handicap majeur pour un prince de cette époque, héritier puis souverain d'une monarchie militariste. Il cherche toujours à dissimuler ce handicap, ce qui explique ses nombreuses fanfaronnades et son ton agressif qui cause bien des difficultés à la diplomatie impériale. Certains historiens[Qui ?] pensent qu'il aurait aussi pu subir une lésion cérébrale susceptible d'expliquer certains de ses traits de caractère (cyclothymie, agressivité, entêtement, impulsivité et manque de tact). Une telle personnalité engendre un comportement incompatible avec celui d'un monarque constitutionnel : pour compenser ce complexe d'infériorité, Guillaume fait une série de déclarations intempestives qui provoquent des crises diplomatiques graves, notamment l'affaire du Daily Telegraph et alimentent le courant germanophobe au Royaume-Uni et en France. Dans ses Mémoires, le chancelier von Bülow écrit qu'il passe un temps considérable à rattraper les maladresses du souverain.

### Vie privée
Guillaume II collectionnait les uniformes et aimait les porter. Il en changeait plusieurs fois par jour, et s'habillait par exemple en garde-champêtre pour un pique-nique, ou en amiral pour visiter un aquarium (ou un navire, comme le voilier-école Grossherzogin Elisabeth en 1901). Il en avait plus de 200 qui étaient régulièrement entretenus par ses 12 valets.

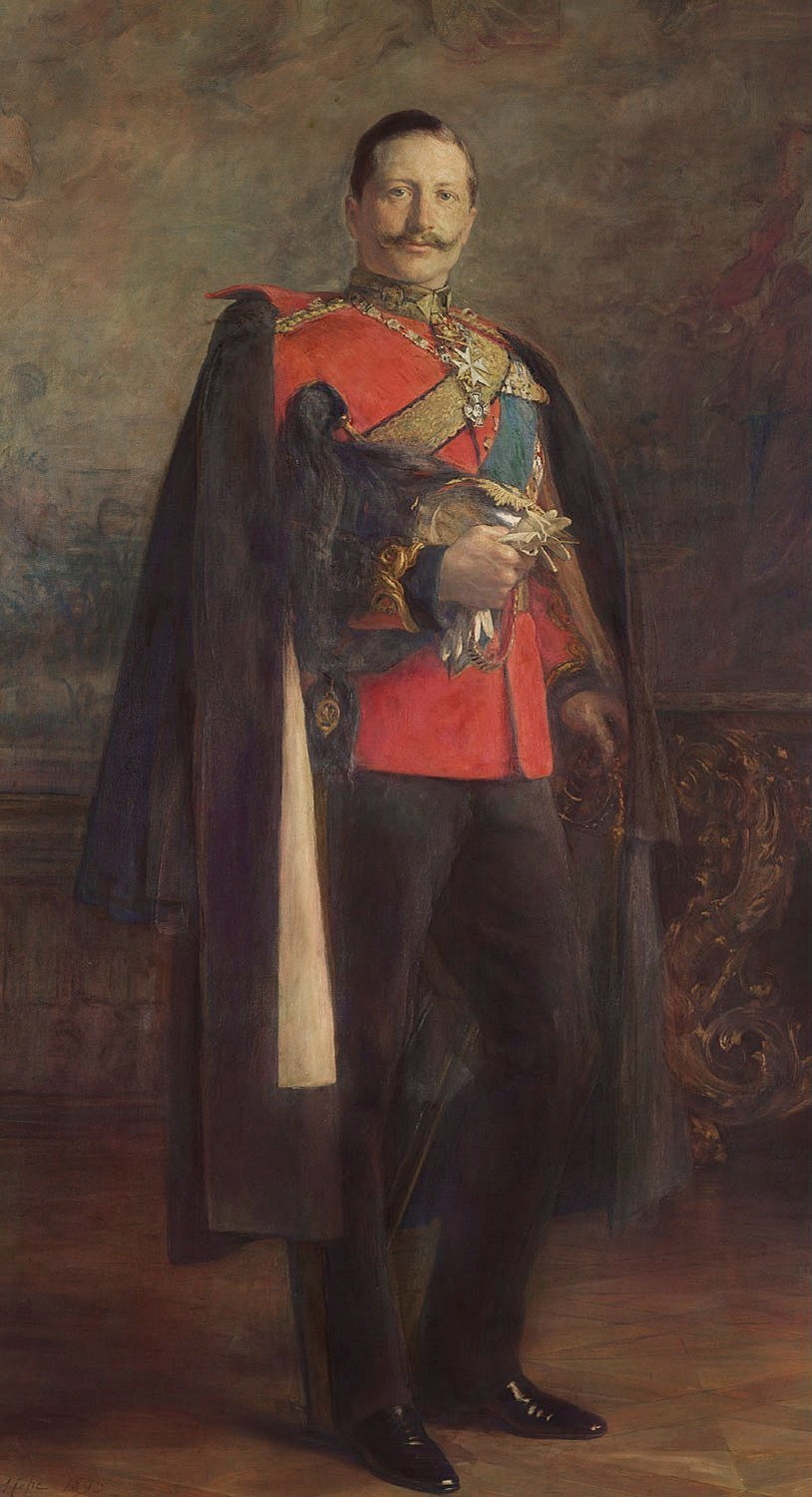
Portrait du Kaiser en 1895.

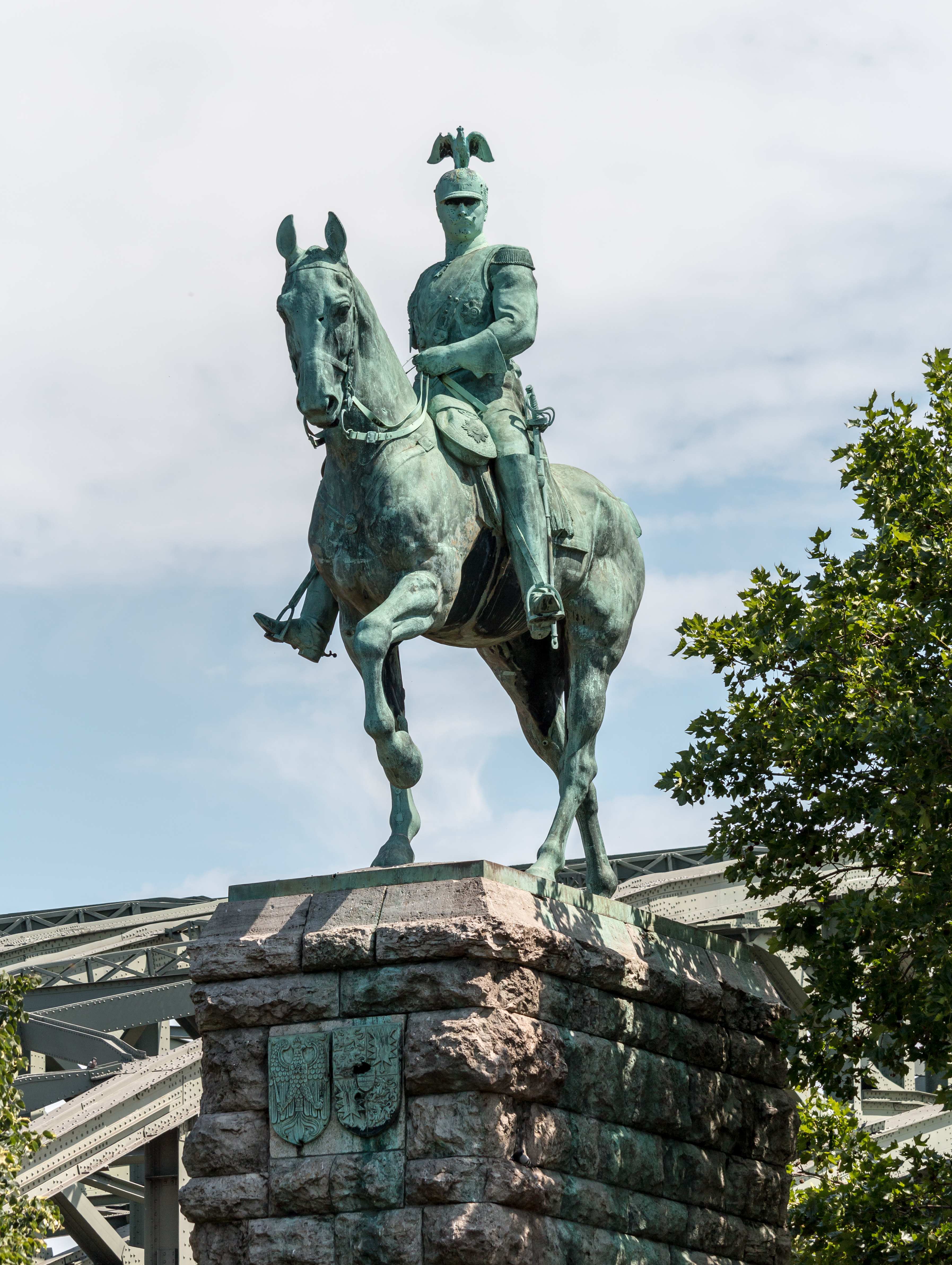
Statue équestre de à Cologne.

Il adorait monter à cheval. L'apprentissage de l'équitation avait été particulièrement douloureux à cause de son bras atrophié. Il considérait le fait de pouvoir monter à cheval, indispensable pour un militaire, comme une revanche secrète sur son handicap. Il avait d'ailleurs une selle dans son bureau, qui lui servait parfois de fauteuil. Lorsqu'il se levait pour recevoir ses visiteurs, qui étaient surpris par le mouvement inhabituel du Kaiser pour quitter son siège, il leur montrait la selle montée sur un pied, expliquant qu'il était si bon cavalier qu'il préférait cela à une chaise de bureau.
La forme de sa moustache a été reprise par de nombreux Allemands, créant ainsi un phénomène de mode.
Il faisait une croisière annuelle estivale dans les eaux scandinaves ou en mer Méditerranée à bord de son yacht impérial, le SMY Hohenzollern. C'est d'ailleurs en vacances, au large de la Norvège, qu'il apprit l'attentat de Sarajevo.

## Dans les arts et la culture populaire
- 1915 : On the Firing Line with the Germans de Wilbur Durborough et Irving G. Ries, lui-même.
- 1917 :
  - Kaiser d'lvaro Marins.
  - The Fall of the Romanoffs de Herbert Brenon avec Georges Deneubourg.
- 1918 :
  - The Life and Times of David Lloyd George, acteur non crédité.
  - The Prussian Cur de Raoul Walsh avec Walter Lawrence.
  - Restitution de Howard Gaye avec C. Norman Hammond.
  - The Bond de Charlie Chaplin ; Sydney Chaplin joue son rôle.
  - Kaiser’s Finish de Jack Harvey avec Louis Dean.
  - Charlot soldat de Charlie Chaplin ; Sydney Chaplin joue son rôle.
  - Goodbye, Bill de John Emerson avec Joseph Allen.
  - The Kaiser, the Beast of Berlin de Rupert Julian ; Rupert Julian joue son rôle.
  - The Birth of a Race de John W. Nobel avec Louis Dean.
  - To Hell with the Kaiser ! de George Irving ; Lawrence Grant joue son rôle.
  - Why America Will Win de Richard Stanton avec Ernest Maupain ;
  - My Four Years in Germany de William Nigh ; Louis Dean (en) joue son rôle.
  - Me und Gott de Wyndham Gittens avec Paul Weigel.
  - The Prussian Cur de Raoul Walsh ; Walter Lawrence joue son rôle.
  - Kultur d’Edward LeSaint avec William Burress.
- 1919 :
  - Great Victory. Wilson or the Kaiser ? The Fall of the Hohenzollerns de Charles Miller avec Henry Kolker.
  - Yankee Doodle in Berlin de F. Richard Jones ; Ford Sterling joue son rôle.
- 1921 : The Great Impersonation de George Melford avec Lawrence Grant.
- 1928 : Verdun, visions d'histoire de Léon Poirier, lui-même (images d'archives).
- 1941 : Carl Peters de Herbert Selpin, Rolf Prasch joue son rôle.
- 1942 : L'Abdication de Wolfgang Liebeneiner ; Werner Hinz joue son rôle.
- 1950 : Annie, la reine du cirque de George Sidney avec John Mylong.
- 1955 :
  - Mam'zelle Cri-Cri de Ernst Marischka ; Wolfgang Lukschy joue son rôle.
  - Parade du printemps d’Ernst Marischka ; Wolfgang Lukschy joue son rôle.
- 1957 : Les Aventures d'Arsène Lupin de Jacques Becker ; Otto E. Hasse joue son rôle.
- 1967 :
  - Karl Liebknecht de Günter Reisch ; Harald Halgardt (de) joue son rôle.
  - Wenn Ludwig ins Manöver zieht (de) de Werner Jacobs ; Dieter Borsche joue son rôle.
- 1969 : Ah Dieu ! que la guerre est jolie de Richard Attenborough ; Kenneth More joue son rôle.
- 1971 : Le Baron Rouge de Roger Corman ; Seamus Forde joue son rôle.
- 1974 : La Chute des aigles de John Elliot ; Adam Cunliffe et Barry Foster jouent son rôle.
- 1975 :
  - Le Froussard héroïque de Richard Lester ; Oliver Reed joue son rôle.
  - Edward the King de John Gorrie ; Christopher Neame joue son rôle.
- 1979 :
  - À l'ouest rien de nouveau de Delbert Mann ; Denys Graham (en) joue son rôle.
  - Le Mystère des Sables de Tony Maylam ; Wolf Kahler joue son rôle.
- 1980 : Arsène Lupin joue et perd de Alexandre Astruc et Roland Laudenbach ; Anton Diffring joue son rôle.
- 1984 : Weltuntergang d’Imo Moskowicz avec Wolfgang Höper.
- 1987 : Magnat (en) de Filip Bajon ; Alfred Struwe joue son rôle.
- 1988 : Emma, Queen of the South Seas de John Banas avec David Nettheim.
- 1989 :
  - L’Europe dansait la valse d’Otakar Vávra avec Jürgen Frohriep.
  - Die Söhne des Fürsten de Filip Bajon avec Alfred Struwe.
- 1990 :
  - Bismarck, der eiserne Kanzler de Tom Toelle avec Heikko Deutschmann.
  - Archangel de Guy Maddin avec Robert Lougheed.
- 1998 : Houdini de Pan Densham avec Jack Marston.
- 2002 : Simpson Horror Show XIII, il ressuscite et vient détruire Springfield avec des cow-boys, et est qualifié ironiquement comme étant « l'Allemand le plus maléfique de tous les temps ».
- 2003 : The Lost Prince de Stephen Poliakoff avec David Barrass.
- 2006 : Prince Rodolphe : l'héritier de Sissi de Robert Dornhelm ; Robert Stadlober joue son rôle.
- 2008 :
  - Wilhelm und die Welt d’Olaf Götz, Erica von Moeller et Stephan Koester avec Udo Schenk.
  - Baron Rouge de Nikolai Müllerschön ; Ladislav Frej (cs) joue son rôle.
- 2012 : Reichsgründung/Die nervöse Großmacht (de) de Bernd Fischerauer (de) ; Florian Fischer (de) joue son rôle.
- 2014 : 37 Days (en), Rainer Sellien (de) joue son rôle.
- 2016 : Trahisons de David Leveaux ; Christopher Plummer joue son rôle.
- 2017 :
  - Confident Royal de Stephen Frears, Jonathan Harden (en) joue son rôle.
  - Wonder Woman de Patty Jenkins ; Martin Bishop joue son rôle.
  - Charité de Anno Saul ; Lucas Prisor joue son rôle.
- 2018 : Kaisersturz (La chute du Kaiser) de Christoph Röh, Sylvester Groth joue son rôle.
- 2019 : The German King de Adetokumboh M'Cormack (de) ; Raphael Corkhill joue son rôle.
- 2020 : Le palais du Reichstag - Un bâtiment au cœur de l'histoire allemande Christoph Weinert, l'acteur jouant Guillaume II n'est pas crédité.
- 2021 : The King's Man : Première mission de Matthew Vaughn ; Tom Hollander joue son rôle.